# Bradysia capillata
Bradysia capillata är en tvåvingeart som först beskrevs av Franz Lengersdorf 1957.  Bradysia capillata ingår i släktet Bradysia och familjen sorgmyggor.
Artens utbredningsområde är Spanien. Inga underarter finns listade i Catalogue of Life.